# Arnaud Papillon
Arnaud Papillon, né le 10 janvier 1989, est un coureur cycliste canadien.

## Biographie
Arnaud Papillon finit en 2007 chez les juniors à la deuxième place de la 3e étape du Tour de l'Abitibi. L'année suivante, il remporte la première étape de la Coupe de la Paix à  Laval au Québec et termine troisième au classement général. En outre, il remporte la Classique Montréal-Québec Louis Garneau.
Contrôlé positif à l'EPO, Arnaud Papillon est suspendu pour deux ans par le Centre canadien pour l'éthique dans le sport en 2011.

## Palmarès et classements mondiaux

### Palmarès
- 2007
  - 2e du championnat du Canada du critérium juniors
- 2008
  - 1re étape de la Coupe de la Paix
  - Classique Montréal-Québec Louis Garneau
  - 3e de la Coupe de la Paix
- 2010
  -  Champion du Canada sur route espoirs

### Classements mondiaux
| Année            | 2010 | 2011 |
| ---------------- | ---- | ---- |
| UCI America Tour | 183e | 251e |